# Sullivan (Missouri)
Sullivan ist eine Stadt, die zu einem Teil im Crawford County und zum anderen im Franklin County im Osten des US-amerikanischen Bundesstaates Missouri liegt. Das U.S. Census Bureau hat bei der Volkszählung 2020 eine Einwohnerzahl von 6906 ermittelt.

## Geografie
Sullivan liegt auf 38°12'34" nördlicher Breite und 91°09'53" westlicher Länge und erstreckt sich über 19,94 km², die ausschließlich aus Landfläche bestehen. Sullivan liegt am westlichen Rand des Meramec State Park, einem vom Meramec River durchflossenen State Park.
Durch Sullivan verläuft in südwest-nordöstlicher Richtung die Interstate 44, die die kürzeste Verbindung von St. Louis nach Oklahoma City bildet. Durch das Zentrum von Sullivan verläuft die Missouri State Route 185, auf die im Stadtgebiet mehrere untergeordnete Straßen treffen.
Durch das Stadtgebiet verläuft eine von St. Louis nach Südwesten führende Eisenbahnlinie der BNSF Railway.
Die nächstgelegenen größeren Städte sind St. Louis (107 km nordöstlich), Missouris Hauptstadt Jefferson City (129 km nordwestlich), Springfield (241 km südwestlich) und Cape Girardeau (214 km südöstlich).

## Geschichte
Die ersten weißen Siedler kamen zu Beginn des 19. Jahrhunderts in die Gegend um die heutige Stadt Sullivan. Stephen Sullivan kam mit seiner Frau in Begleitung von Daniel Boone in das Land am Meramec River.
Im Jahr 1858 kam die Eisenbahn in die Region und die Siedlung wuchs dadurch beachtlich. Die Eisenbahngesellschaft nannte ihre Station nach dem frühen Siedler „Sullivan“.
In Sullivan entwickelten sich nun auch andere Wirtschaftszweige. Die International Shoe Company, die heute als Meramec Industries bekannt ist, wurde das erste überregionale Unternehmen der Stadt. Andere Industrie- und Handelsunternehmen folgten. Von 1920 bis 1960 stieg die Einwohnerzahl von 900 auf über 4000 an, was das zweitschnellste Wachstum innerhalb des Staates Missouri bedeutete.
Die Gründung der Pea Ridge Iron Company in den 1950er Jahren ließ die Bevölkerungszahl auf über 6000 steigen und zu einem Zentrum der Region werden.

## Demografische Daten
Bei der offiziellen Volkszählung im Jahre 2000 wurde eine Einwohnerzahl von 6351 ermittelt. Diese verteilten sich auf 2585 Haushalte in 1682 Familien. Die Bevölkerungsdichte lag bei 318,46 Einwohnern pro Quadratkilometer. Es gab 3916 Wohngebäude, was einer Bebauungsdichte von 138,24 Gebäuden je Quadratkilometer entsprach.
Die Bevölkerung bestand im Jahre 2000 aus 98,4 Prozent Weißen, 0,2 Prozent Afroamerikanern, 0,2 Prozent Indianern, 0,6 Prozent Asiaten und 0,2 Prozent anderen. 0,4 Prozent gaben an, von mindestens zwei dieser Gruppen abzustammen. 1,2 Prozent der Bevölkerung bestand aus Hispanics, die verschiedenen der genannten Gruppen angehörten.
25,9 Prozent waren unter 18 Jahren, 9,3 Prozent zwischen 18 und 24, 27,5 Prozent von 25 bis 44, 19,5 Prozent von 45 bis 64 und 17,9 Prozent 65 und älter. Das mittlere Alter lag bei 36 Jahren. Auf 100 Frauen kamen statistisch 89,7 Männer, bei den über 18-Jährigen 82,3.
Das mittlere Einkommen pro Haushalt betrug 30.046 US-Dollar (USD), das mittlere Familieneinkommen 36.260 USD. Das mittlere Einkommen der Männer lag bei 29.817 USD, das der Frauen bei 20.385 USD. Das Pro-Kopf-Einkommen belief sich auf 17.518 USD. Rund 6,9 Prozent der Familien und 11,0 Prozent der Gesamtbevölkerung lagen mit ihrem Einkommen unter der Armutsgrenze.

## Bekannte Bewohner
- George Hearst (1820–1891) – Bergbauunternehmer und Politiker – geboren in Sullivan